# Соміно (Ленінградська область)
Соміно (рос. Сомино) — село Бокситогорського району Ленінградської області Росії. Входить до складу Єфімовського міського поселення.
Населення — 389 осіб (2003 рік).